# 加爾巴哈雷區
加爾巴哈雷區是索馬利亞的一個區，位於該國西南部的蓋多州，首府為加爾巴哈雷。

## 外部鏈結
- 加爾巴哈雷在Google地圖上的位置
- 加爾巴哈雷區的行政區域圖（页面存档备份，存于）